# Randaragna
Il Randaragna è un piccolo torrente dell'Appennino bolognese, lungo 5,7 km con un bacino idrografico di 13,5 km², affluente in sinistra idrografica del fiume Reno, col bacino idrografico interamente compreso nel comune di Alto Reno Terme.

## Percorso
Nasce a 1350 metri di altitudine dal Pian dello Stellaio, fra il monte Toccacielo (1442 m) e il monte La Piantata (1449 m), ma riceve anche numerose sorgenti dal monte Orsigna (1555 m); percorre, assai incassato, una vallata punteggiata da casolari (Pacchioni, Lazzaroni, Poggiolo, Roversi, Casa Calistri, Poggio, Nibbio, Boni, Boschi, Casa Forlai, ecc.) tutti appartenenti al comune di Alto Reno Terme e collegati da un sistema di stradine comunali che si avvinghiano ed inerpicano nella valle in mezzo ai boschi con innumerevoli tornanti.
Durante il suo corso riceve piccoli affluenti: da destra il rio Cassinaro (che nasce dal monte Pianaccetto, 1446 m), da sinistra il fosso Porraia che scende dal monte del Cocomero (1410 m), e, soprattutto, da sinistra il suo maggiore affluente, il rio Muraglio che, nato dal monte Cavallo (1471 m), dopo circa 3 km di corso, vi sbocca sotto Nibbio. Il Randaragna sfocia nel Reno in località Randaragna, proprio sotto il ponte della strada detta Traversa di Pracchia (già S.S. 632), a metà fra le frazioni Molino del Pallone (sede dell'ex comune di Granaglione) e Biagioni. 

## Regime idrologico
Ha sempre un corso precipite, assai incassato fra rocce e massi ed appare sempre ben fornito d'acqua in ogni stagione (le portate oscillano da minimi estivi dell'ordine di 0,5 m³/s, a morbide primaverili che possono superare i 6 m³/s, a massimi che, se nelle piene ordinarie, si attestano sui 20 m³/s, possono superare tale soglia anche del triplo nelle piene centennali), costituendo uno dei massimi tributari dell'alto corso del Reno, per il fatto che il bacino, ancorché esiguo, è impostato su rocce semipermeabili (macigno fessurato) ed è soggetto a precipitazioni medie annue superiori a 2000 mm di pioggia. Il bacino è caratterizzato da una certa franosità specie dopo intensi periodi di piogge.

## Storia
Nonostante la relativa elevata urbanizzazione che caratterizza la vallata (l'antropizzazione risale per lo più, tuttavia, al XIX secolo ed alla prima metà del XX e sono numerose le case costruite con ciottoli di fiume e tetti con lastre di arenaria-macigno perfettamente inserite nel contesto di boschi, rocce e piccole praterie per lo più scoscese) l'ambiente appare sostanzialmente incontaminato, anche perché è al di fuori delle grandi correnti turistiche e riservato a pochi appassionati della montagna appenninica. La qualità e la purezza delle acque del torrente ne fanno l'ideale per i pescatori. In passato lungo la vallata del Randaragna funzionavano numerosi mulini (almeno 12), destinati alla produzione di farina di cereali e di castagne sia per il consumo locale sia per il commercio con le zone circostanti.